# Déri András
Déri András (Budapest, 1958. június 14.–) magyar karmester, orgonaművész és zeneszerző.

## Pályafutása
A Magyar Rádió Gyermekkórusának Zeneiskolájában tanult zongorázni, majd felvételt nyert a Bartók Béla Zeneművészeti Szakközépiskolába zeneszerzés és orgona szakokra. Tanárai Fekete Győr István és Lehotka Gábor voltak. 1976-ban érettségizett és még ebben az évben elkezdte tanulmányait a Zeneakadémián.
1980-ban orgona, majd 1985-ben karmester szakon diplomázott, tanárai Lehotka Gábor, Gergely Ferenc, Kórodi András és Lukács Ervin voltak, zeneszerzést Szokolay Sándornál tanult.
1985-ben Bécsben tanult tovább ösztöndíjjal az ottani Zeneakadémián, majd 1993-ban angol zenekarok vendége volt egy tanulmányúton a British Council ösztöndíjával.
1985-től a Magyar Állami Operaház tagja és a Miskolci Szimfonikus Zenekar másodkarnagya. Később a Budapesti Weiner Leó Szimfonikus Zenekar és a Budapesti Kamaraopera karmestere volt, majd 1997-ben visszatért az Operaházba, 2002-től a Balett Társulat karmestere lett.
2005 és 2010 között a Bécsi Staatsoper állandó vendégkarmestereként is tevékenykedett, valamint a Pasaréti Ferences Templom művészeti vezetője volt. A Sinfonietta Hungarica alapító karnagya. Jelenleg a Magyar Állami Operaház balett együttesének vendégkarmestere.
Zeneszerzéssel folyamatosan foglalkozott pályafutása során és az Operaház társulatának leépítése, valamint az épület bezárása óta már intenzív alkotó munkát végez. Időről időre nyilvánosságra is hozza kompozícióit és lehetőség szerint be is mutatja azokat.  2018 októberében és 2020 februárjában önálló szerzői esteken hangzottak el művei a Nádor Teremben.

## Művei
- Missa Dona nobis pacem – 5 tételes vegyeskari kompozíció énekszólókkal,	kamaraegyüttes kíséretével
- Missa Adoramus Te –   szólistákra, vegyeskarra, hangszeregyüttesre
- Missa Pastoralis  – 	vegyeskarra, orgonára
- GFDAB Introdukció, Passacaglia és Fúga orgonára /Gergely Ferenc emlékére/
- Mária – énekek szoprán szólóra, vibrafonra és vonósokra
- A Prelűd az utcán hever – 12 rövid karakterdarab zongorára
- Kottáskönyv vegyeskarra
- Pünkösdi Lélekhalászok – cantata drammatica
- Te Deum énekszólókra, vegyeskarra kamarazenekarra és orgonára
- Kettősverseny oboára, fagottra és vonósokra
- Római katolikus liturgikus énekek
- Dalok Arany János verseire
- Dalok magyar költők gyermekverseire
- Versenymű orgonára, vonósokra és ütőhangszerekre
- Suite 2 zongorára
- 4 új zongoradarab
- 3 tétel rézfúvósokra
- Lux Dei  – kantáta Trianon 100 éves évfordulójára
- Zsoltár megzenésítések énekszólókra, hárfa és orgonakísérettel

## Díjak, elismerések
- A Magyar Érdemrend lovagkeresztje (2014)
- Szent Antal-díj (2024)[2]